# Código ATC H
Secção da lista de códigos ATC.

## H: Preparados hormonais sistémicos, excluindo hormonas sexuais
| H01 | Hormonas hipofisárias, hipotalâmicas e análogos       |
|     | H01A Hormonas do lobo anterior da hipófise e análogos |
|     | H01B Hormonas do lobo posterior da hipófise           |
|     | H01C Hormonas hipotalâmicas                           |
| H02 | Corticosteróides para uso sistémico                   |
| H03 | Terapêutica tiroidea                                  |
|     | H03A Preparados tiroideus                             |
|     | H03B preparados antitiroideus                         |
| H04 | Hormonas pancreáticas                                 |
| H05 | Homeostasia do cálcio                                 |
|     | H05A Hormonas paratiroideias e análogos               |
|     | H05B Hormonas antiparatiroideias                      |